# Mistrovství světa v basketbalu mužů 2006
15. Mistrovství světa v basketbalu mužů v roce 2006 proběhlo od 19. srpna do 3. září v Japonsku. Mistrovství se zúčastnilo 24 týmů, které se utkali ve čtyřech základních skupinách po šesti týmech. Z každé skupiny postoupily čtyři nejlepší týmy do vyřazovacích bojů o medaile. Týmy na pátém a šestém místě byly vyřazeny. Mistrem světa se stalo Španělsko.

## Pořadatelská města
| Hamamacu                        | Hirošima                              | Sapporo                       | Saitama                              | Sendai                           |
| Hamamatsu Arena Kapacita: 5,100 | Hiroshima Green Arena Kapacita: 6,900 | Sapporo Arena Kapacita: 6,400 | Saitama Super Arena Kapacita: 21,000 | Sendai Gymnasium Kapacita: 6,100 |
|                                 |                                       |                               |                                      |                                  |

## Výsledky a tabulky

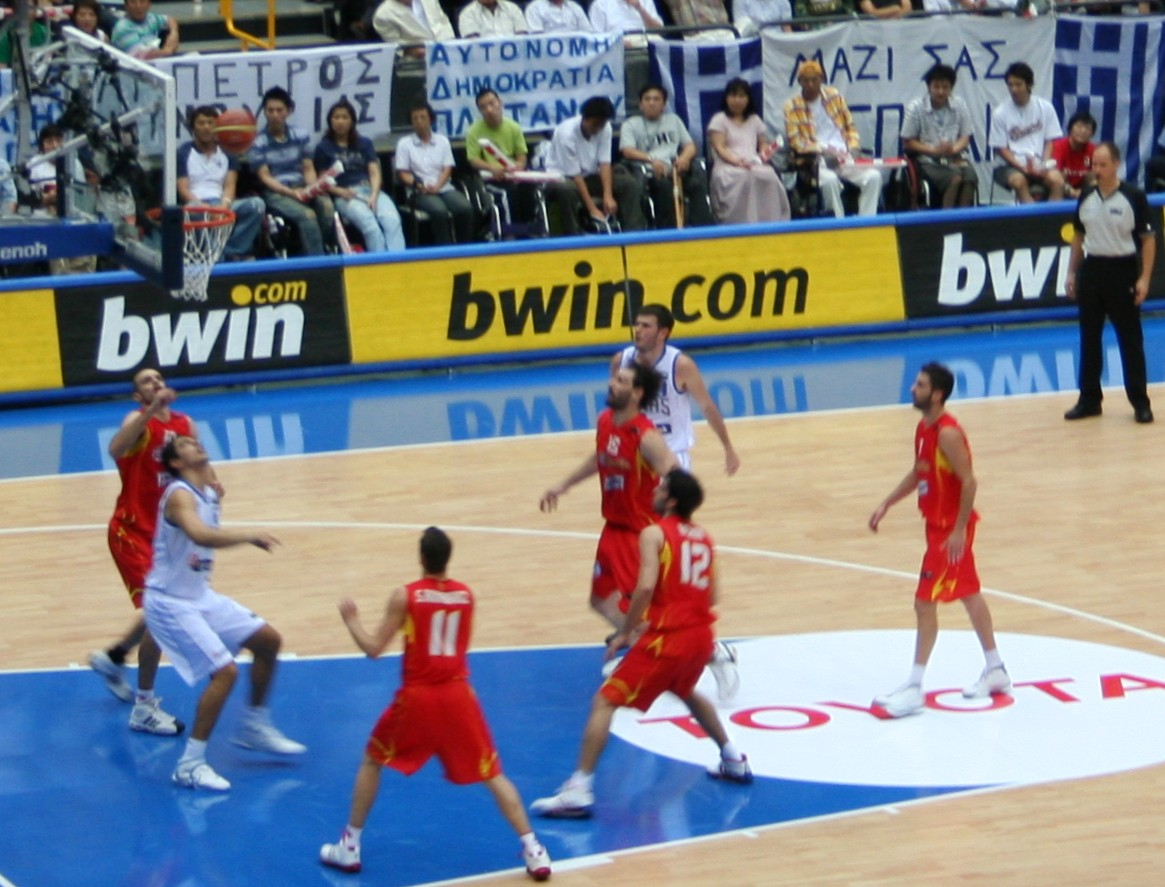
Finále Španělsko - Řecko

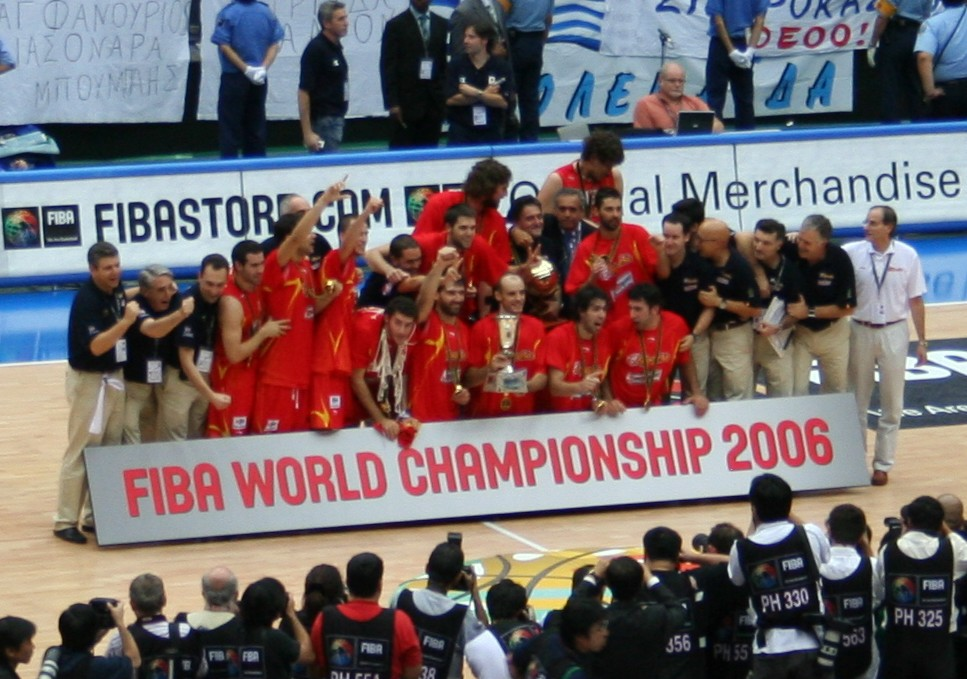
Španělsko - mistr světa 2006

### Základní skupiny

#### Skupina A
|    |                     | ARG    | FRA   | NIG   | SCG    | LEB    | VEN   | V | P | Skóre   | B  |
| 1. | Argentina           | ***    | 80:70 | 98:64 | 83:79  | 107:72 | 96:54 | 5 | 0 | 464:33  | 10 |
| 2. | Francie             | 70:80  | ***   | 64:53 | 65:61  | 73:74  | 81:61 | 3 | 2 | 353:329 | 8  |
| 3. | Nigérie             | 64:98  | 53:64 | ***   | 82:75  | 95:72  | 77:84 | 2 | 3 | 371:393 | 7  |
| 4. | Srbsko a Černá Hora | 79:83  | 61:65 | 75:82 | ***    | 104:57 | 90:65 | 2 | 3 | 410:352 | 7  |
| 5. | Libanon             | 72:107 | 74:73 | 72:95 | 57:104 | ***    | 82:72 | 2 | 3 | 357:451 | 7  |
| 6. | Venezuela           | 54:96  | 61:81 | 84:77 | 65:90  | 72:82  | ***   | 1 | 4 | 336:420 | 6  |

 Libanon –  Venezuela 82:72 (23:20, 36:40, 56:57)
19. srpna 2006 (13:00) – Sendai

Rozhodčí: Fabio Facchini (ITA), Nobuyasu Aibara (JAP), Recep Ankaralı (TUR)
Venezuela: Mijares (5), Díaz (9), Aguilera (18), Torres (12), Lugo (16); Machado (-), Cedeño (4), Marriaga (1), Barrios (2), Bayona (-), Morris (5).
Libanon: Fahed (1), Tawbe (2), Feghali-Bechara (9), El-Khatib (35), Vogel (26); Abdelnour (-), Mahmoud (3), Samaha (6).

 Nigérie –  Srbsko a Černá Hora 82:75 (25:19, 42:38, 59:56)
19. srpna 2006 (16:00) – Sendai

Rozhodčí: Heros Avanessian (IRN), Virginijus Dovidavičius (LIT), Álvaro Darío Trías Iglesias (URU)
Srbsko a Černá Hora: Avdalović (6), Rakočević (20), Aškrabić (9), Raičević (9), Miličić (5); Popović (5), Tripković (6), Nikolić (9), Marinović (2), Perović (4).
Nigérie: Udoka (18), Ere (15), Varem (4), Awojobi (7), Nwosu (9); Akognon (3), Ibekwe (3), Oguchi (8), Muoneke (9), Anagonye (6), Nwankwo (-).

 Argentina –  Francie 80:70 (25:23, 44:33, 56:50)
19. srpna 2006 (19:00) – Sendai

Rozhodčí: Michael Aylen (AUS), Carl Jungebrand (FIN), Terry Moore (USA)
Argentina: Pepe Sánchez (2), Ginóbili (22), Nocioni (21), Scola (10), Oberto (9); Herrmann (-), Fernández (-), Delfino (4), Prigioni (-), Wolkowisky (12).
Francie: Jeanneau (3), Diaw (13), Gélabale (11), M. Piétrus (7), Weis (4); Gomis (2), Foirest (-), Bokolo (10), F. Piétrus (15), Petro (2), Turiaf (3).

 Venezuela –  Nigérie 84:77 (16:17, 42:27, 64:49)
20. srpna 2006 (13:00) – Sendai

Rozhodčí: Carl Jungebrand (FIN), Heros Avanessian (IRN), Michael Aylen (AUS)
Venezuela: Mijares (3), Díaz (24), Aguilera (9), Torres (14), Lugo (13); Machado (-), Cedeño (-), Marriaga (14), Vallenilla (-), Morris (7).
Nigérie: Udoka (23), Ere (13), Varem (6), Awojobi (2), Nwosu (4); Akognon (2), Ibekwe (4), Oguchi (5), Obasohan (-), Muoneke (10), Anagonye (8), Nwankwo (-).

 Argentina –  Libanon 107:72 (29:9, 50:32, 80:51)
20. srpna 2006 (16:00) – Sendai

Rozhodčí: Abdellilah Chlif (MOR), Virginijus Dovidavičius (LIT), Nobuyasu Aibara (JAP)
Argentina: Pepe Sánchez (6), Ginóbili (7), Nocioni (7), Scola (18), Oberto (12); Herrmann (23), Fernández (5), Delfino (14), Prigioni (4), Gutiérrez (2), Farabello (2), Wolkowisky (7).
Libanon: Abdelnour (9), El-Khatib (10), Balaa (-), Samaha (1), Vogel (5); Tawbe (9), Mahmoud (-), Fahed (18), El-Turk (2), Feghali-Bechara (8), Fakhreddine (5), Khouri (5).

 Francie –  Srbsko a Černá Hora 65:61 (21:19, 30:30, 39:41)
20. srpna 2006 (19:00) – Sendai

Rozhodčí: Recep Ankaralı (TUR), Fabio Facchini (ITA), Terry Moore (USA)
Francie: Jeanneau (2), Diaw (20), Gélabale (3), M. Piétrus (6), Weis (11); Gomis (4), Foirest (2), Bokolo (3), F. Piétrus (6), Petro (8), Turiaf (-).
Srbsko a Černá Hora: Avdalović (3), Rakočević (22), Aškrabić (7), Raičević (2), Miličić (14); Popović (6), Tripković (5), Nikolić (2), Marinović (-), Perović (-).

 Argentina –  Venezuela 96:54 (18:10, 39:21, 74:38)
21. srpna 2006 (13:00) – Sendai

Rozhodčí: Fabio Facchini (ITA), Terry Moore (USA), Álvaro Darío Trías Iglesias (URU)
Argentina: Pepe Sánchez (7), Ginóbili (5), Nocioni (5), Scola (17), Oberto (10); Herrmann (25), Fernández (3), Delfino (9), Prigioni (-), Gutiérrez (2), Farabello (2), Wolkowisky (11).
Venezuela: Mijares (2), Díaz (6), Machado (2), Torres (8), Lugo (15); Aguilera (2), Cedeño (2), Marriaga (2), Vallenilla (6), Barrios (9), Bayona (-), Morris (-).

 Srbsko a Černá Hora –  Libanon 101:57 (30:18, 55:33, 79:43)
21. srpna 2006 (16:00) – Sendai

Rozhodčí: Carl Jungebrand (FIN), Abdellilah Chlif (MOR), Recep Ankaralı (TUR)
Srbsko a Černá Hora: Avdalović (11), Rakočević (6), Aškrabić (16), Raičević (12), Miličić (18); Popović (11), Ilić (3), Tripković (13), Nikolić (2), Marinović (12), Perović (-).
Libanon: Fahed (7), Abdelnour (5), Feghali-Bechara (11), El-Khatib (12), Vogel (8); Tawbe (-), El-Turk (3), Samaha (7), Fakhreddine (2), Khouri (-), Balaa (2).

 Francie –  Nigérie 64:53 (17:7, 33:15, 54:36)
21. srpna 2006 (19:00) – Sendai

Rozhodčí: Michael Aylen (AUS), Virginijus Dovidavičius (LIT), Nobuyasu Aibara (JAP)
Francie: Jeanneau (5), Diaw (5), Gélabale (14), M. Piétrus (4), Weis (8); Gomis (1), Foirest (3), Diarra (9), Bokolo (6), F. Piétrus (3), Petro (6).
Nigérie: Udoka (17), Ere (6), Varem (-), Awojobi (-), Nwosu (4); Akognon (1), Ibekwe (8), Oguchi (3), Obasohan (-), Muoneke (14), Anagonye (-), Nwankwo (-).

 Argentina –  Nigérie 98:64 (29:20, 41:30, 73:47)
23. srpna 2006 (13:00) – Sendai

Rozhodčí: Recep Ankaralı (TUR), Fabio Facchini (ITA), Nobuyasu Aibara (JAP)
Argentina: Pepe Sánchez (9), Ginóbili (20), Nocioni (23), Scola (12), Oberto (4); Herrmann (12), Fernández (2), Delfino (8), Prigioni (-), Gutiérrez (3), Farabello (-), Wolkowisky (5).
Nigérie: Udoka (9), Ere (8), Ibekwe (3), Muoneke (10), Nwosu (8); Akognon (5), Oguchi (2), Varem (2), Obasohan (-), Awojobi (8), Anagonye (6), Nwankwo (3).

 Srbsko a Černá Hora –  Venezuela 90:65 (27:13, 46:29, 71:43)
23. srpna 2006 (16:00) – Sendai

Rozhodčí: Abdellilah Chlif (MOR), Virginijus Dovidavičius (LIT), Terry Moore (USA)
Srbsko a Černá Hora: Avdalović (12), Rakočević (26), Aškrabić (6), Raičević (1), Miličić (18); Popović (2), Jorović (3), Ilić (2), Tripković (7), Nikolić (10), Marinović (3), Perović (-).
Venezuela: Mijares (2), Díaz (11), Machado (10), Torres (10), Lugo (10); Aguilera (2), Cedeño (4), Marriaga (2), Vallenilla (5), Barrios (7), Bayona (2), Morris (-).

 Libanon –  Francie 74:73 ( 21:14, 43:30, 53:49)
23. srpna 2006 (19:00) – Sendai

Rozhodčí: Heros Avanessian (IRN), Carl Jungebrand (FIN), Álvaro Darío Trías Iglesias (URU)
Libanon: Fahed (13), Feghali-Bechara (11), El-Khatib (29), Samaha (7), Vogel (10); Abdelnour (2), Tawbe (2), Mahmoud (-), El-Turk (-), Balaa (-).
Francie: Bokolo (3), Diaw (14), Gélabale (9), F. Piétrus (13), Weis (10); Gomis (8), Foirest (6), M. Piétrus (2), Diarra (6), Petro (2), Turiaf (-).

 Argentina –  Srbsko a Černá Hora 83:73 (22:21, 40:41, 61:66)
24. srpna 2006 (13:00) – Sendai

Rozhodčí: Michael Aylen (AUS), Heros Avanessian (IRN), Carl Jungebrand (FIN)
Argentina: Pepe Sánchez (9), Ginóbili (13), Nocioni (12), Scola (22), Oberto (2); Herrmann (7), Delfino (14), Prigioni (-), Wolkowisky (4).
Srbsko a Černá Hora: Avdalović (8), Rakočević (25), Raičević (-), Nikolić (6), Miličić (24); Popović (6), Jorović (6), Tripković (-), Perović (4).

 Nigérie –  Libanon 95:72 (25:17, 47:33, 70:58)
24. srpna 2006 (16:00) – Sendai

Rozhodčí: Fabio Facchini (ITA), Terry Moore (USA), Álvaro Darío Trías Iglesias (URU)
Nigérie: Udoka (10), Ere (19), Ibekwe (12), Muoneke (11), Nwosu (11); Akognon (2), Oguchi (8), Varem (8), Obasohan (-), Awojobi (11), Anagonye (3).
Libanon: Fahed (25), Feghali-Bechara (10), El-Khatib (8), Samaha (2), Vogel (16); Abdelnour (6), Tawbe (2), Mahmoud (3), El-Turk (-), Balaa (-).

 Francie –  Venezuela 81:61 (24:17, 41:31, 66:48)
24. srpna 2006 (19:00) – Sendai

Rozhodčí: Recep Ankaralı (TUR), Abdellilah Chlif (MOR), Virginijus Dovidavičius (LIT)
Francie: Jeanneau (4), Diaw (11), Gélabale (6), F. Piétrus (19), Weis (10); Gomis (2), Foirest (8), M. Piétrus (7), Diarra (3), Bokolo (-), Petro (7), Turiaf (4).
Venezuela: Mijares (2), Díaz (5), Machado (2), Torres (9), Lugo (8); Aguilera (7), Cedeño (6), Marriaga (1), Vallenilla (2), Barrios (15), Bayona (1), Morris (3).

#### Skupina B
|    |             | ESP    | GER      | ANG      | NZL   | JPN    | PAN    | V | P | Skóre   | B  |
| 1. | Španělsko   | ***    | 92:71    | 93:83    | 86:70 | 104:55 | 101:57 | 5 | 0 | 476:336 | 10 |
| 2. | Německo     | 71:92  | ***      | 108:103p | 80:56 | 81:70  | 83:61  | 4 | 1 | 421:384 | 9  |
| 3. | Angola      | 83:93  | 103:108p | ***      | 95:73 | 87:62  | 83:70  | 3 | 2 | 451:406 | 8  |
| 4. | Nový Zéland | 70:86  | 56:80    | 73:95    | ***   | 60:57  | 86:75  | 2 | 3 | 345:393 | 7  |
| 5. | Japonsko    | 55:104 | 70:81    | 62:87    | 57:60 | ***    | 78:61  | 1 | 4 | 322:393 | 6  |
| 6. | Panama      | 57:101 | 61:83    | 70:83    | 75:86 | 61:78  | ***    | 0 | 5 | 326:429 | 5  |

 Německo –  Japonsko 81:70 (34:20, 53:37, 66:56)
19. srpna 2006 (13:00) – Hirošima

Rozhodčí: Petr Sudek (SVK), Alejandro César Chiti (ARG), Abreu Muhimua João (MOZ)
Německo: Hamann (9), Greene (3), Okulaja (11), Nowitzki (27), Femerling (7); Demirel (8), Schultze (6), Garrett (2), Herber (-), Roller (2), Grünheid (6), Jagla (-).
Japonsko: Orimo (10), Igarashi (13), Amino (6), K. Takeuchi (8), Furuta (2); Kawamura (2), Yamada (9), Sakurai (9), Kashiwagi (6), Setsumasa (3), Ito (-), J. Takeuchi (2).

 Angola –  Panama 83:70 (27:15, 37:35, 67:52)
19. srpna 2006 (16:00) – Hirošima

Rozhodčí: Lazaros Voreadis (GRE), Ilija Belošević (SCG), Boris Ryzhik (UKR)
Angola: Lutonda (17), Cipriano (17), Almeida (22), Gomes (9), Mingas (10); Morais (-), Barros (-), Carvalho (-), Moussa (8).
Panama: Cota (7), Douglas (17), Hicks (14), Lloreda (6), Garcés (16); Peralta (-), Daley (2), Levy (4), D. Gómez (-), García (4).

 Španělsko –  Nový Zéland 86:70 (25:21, 44:36, 64:48)
19. srpna 2006 (19:00) – Hirošima

Rozhodčí: José Aníbal Carrión (PUR), Rabah Noujaim (LEB), Eddie Viator (FRA)
Španělsko: José Manuel Calderón (5), Juan Carlos Navarro (16), Carlos Jiménez (6), Jorge Garbajosa (16), Pau Gasol (16); Rudy Fernández (2), Carlos Cabezas (-), Sergio Rodríguez (2), Berni Rodríguez (3), Marc Gasol (8), Alex Mumbrú (12).
Nový Zéland: Paul Henare (11), Kirk Penney (15), Phil Jones (6), Pero Cameron (7), Craig Bradshaw (12); Aaron Olson (3), Paora Winitana (2), Dillon Boucher (-), Mika Vukona (-), Casey Frank (10), Tony Rampton (4).

 Angola –  Japonsko 87:62 (16:21, 44:32, 66:43)
20. srpna 2006 (13:00) – Hirošima

Rozhodčí: Lazaros Voreadis (GRE), Eddie Viator (FRA), Ilija Belošević (SCG)
Angola: Lutonda (7), Cipriano (8), Almeida (19), Gomes (6), Mingas (11); A. Costa (-), Morais (13), Barros (5), L. Costa (-), Carvalho (2), Neto (-), Moussa (16).
Japonsko: Orimo (11), Igarashi (5), Amino (8), K. Takeuchi (13), Furuta (-); Kawamura (3), Yamada (-), Sakurai (5), Kashiwagi (9), Setsumasa (-), Ito (-), J. Takeuchi (8).

 Německo –  Nový Zéland 80:56 (21:11, 38:17, 64:41)
20. srpna 2006 (16:00) – Hirošima

Rozhodčí: José Aníbal Carrión (PUR), Boris Ryzhik (UKR), Yáng Màogōng (CHI)
Německo: Hamann (5), Greene (18), Okulaja (4), Nowitzki (11), Femerling (2); Demirel (2), Schultze (5), Garrett (14), Herber (6), Roller (9), Grünheid (-), Jagla (4).
New Zéland: Henare (7), Penney (12), Jones (8), Cameron (8), Bradshaw (7); Olson (-), Boucher (-), Vukona (-), Frank (4), Rampton (10).

 Španělsko –  Panama 101:57 (23:11, 47:27, 70:42)
20. srpna 2006 (19:00) – Hirošima

Rozhodčí: Petr Sudek (SVK), Alejandro César Chiti (ARG), Rabah Noujaim (LEB)
Španělsko: José Manuel Calderón (5), Juan Carlos Navarro (8), Carlos Jiménez (5), Jorge Garbajosa (10), Pau Gasol (26); Rudy Fernández (21), Carlos Cabezas (1), Sergio Rodríguez (2), Berni Rodríguez (15), Marc Gasol (1), Alex Mumbrú (7).
Panama: Ed Cota (2), Rubén Douglas (9), Michael Hicks (7), Jaime Lloreda (9), Rubén Garcés (6); Jair Peralta (3), Kevin Daley (5), Max Gómez (-), Jamaal Levy (2), Dionisio Gómez (9), Antonio García (3), Eric Cárdenas (2).

 Angola –  Nový Zéland 95:73 (21:12, 49:32, 69:55)
21. srpna 2006 (13:00) – Hirošima

Rozhodčí: Petr Sudek (SVK), Alejandro César Chiti (ARG), Abreu Muhimua João (MOZ)
Angola: Lutonda (5), Cipriano (7), Almeida (7), Gomes (20), Mingas (27); Morais (8), Barros (5), Carvalho (12), Neto (2), Moussa (2).
Nový Zéland: Henare (8), Penney (15), Jones (11), Cameron (17), Bradshaw (9); Olson (2), Winitana (2), Boucher (2), Vukona (-), Frank (7), Rampton (-).

 Španělsko –  Německo 92:71 (26:22, 48:41, 72:60)
21. srpna 2006 (16:00) – Hirošima

Rozhodčí: Lazaros Voreadis (GRE), Eddie Viator (FRA), Ilija Belošević (SCG)
Španělsko: José Manuel Calderón (20), Juan Carlos Navarro (19), Carlos Jiménez (4), Jorge Garbajosa (12), Pau Gasol (16); Rudy Fernández (7), Carlos Cabezas (-), Sergio Rodríguez (2), Berni Rodríguez (2), Marc Gasol (3), Alex Mumbrú (7).
Německo: Steffen Hamann (4), Demond Greene (14), Ademola Okulaja (4), Dirk Nowitzki (14), Patrick Femerling (9); Mithat Demirel (-), Sven Schultze (2), Robert Garrett (7), Johannes Herber (10), Pascal Roller (7), Guido Grünheid (-), Jan-Hendrik Jagla (-).

 Japonsko –  Panama 78:61 (14:22, 36:33, 58:12)
21. srpna 2006 (19:00) – Hirošima

Rozhodčí: José Aníbal Carrión (PUR), Boris Ryzhik (UKR), Yáng Màogōng (CHI)
Japonsko: Orimo (13), Igarashi (18), Amino (8), K. Takeuchi (2), Furuta (6); Kawamura (3), Sakurai (12), Kashiwagi (5), J. Takeuchi (11).
Panama: Cota (6), Douglas (16), Hicks (3), Lloreda (5), Garcés (8); Peralta (4), M. Gómez (-), Daley (9), Levy (4), D. Gómez (2), García (4), Cárdenas (-).

 Španělsko –  Angola 93:83 (25:12, 46:36, 65:57)
23. srpna 2006 (13:00) – Hirošima

Rozhodčí: Lazaros Voreadis (GRE), Alejandro César Chiti (ARG), Yáng Màogōng (CHI)
Španělsko: José Manuel Calderón (2), Juan Carlos Navarro (12), Carlos Jiménez (5), Jorge Garbajosa (15), Pau Gasol (28); Rudy Fernández (16), Carlos Cabezas (6), Sergio Rodríguez (-), Berni Rodríguez (-), Marc Gasol (2), Alex Mumbrú (7).
Angola: Miguel Lutonda (18), Olímpio Cipriano (6), Carlos Almeida (2), Joaquim Gomes (24), Eduardo Mingas (9); Carlos Morais (5), Milton Barros (5), António Carvalho (12), Abdelaziz Moussa (2).

 Německo –  Panama 81:63 (17:15, 47:38, 73:45)
23. srpna 2006 (16:00) – Hirošima

Rozhodčí: José Aníbal Carrión (PUR), Petr Sudek (SVK), Abreu Muhimua João (MOZ)
Německo: Hamann (2), Greene (12), Okulaja (8), Nowitzki (25), Femerling (6); Demirel (5), Schultze (10), Garrett (3), Herber (4), Roller (-), Grünheid (2), Jagla (4).
Panama: Cota (2), Douglas (9), Hicks (9), Lloreda (2), Garcés (6); Peralta (9), M. Gómez (6), Daley (9), Levy (-), D. Gómez (9), García (-), Cárdenas (2).

 Nový Zéland –  Japonsko 60:57 (13:26, 20:38, 36:48)
23. srpna 2006 (19:00) – Hirošima

Rozhodčí: Ilija Belošević (SCG), Eddie Viator (FRA), Rabah Noujaim (LEB)
Nový Zéland: Henare (4), Penney (13), Boucher (1), Cameron (23), Bradshaw (12); Dickel (3), Olson (-), Jones (2), Winitana (-), Frank (2), Rampton (-).
Japonsko: Orimo (14), Igarashi (7), Amino (13), K. Takeuchi (4), Furuta (-); Kawamura (6), Sakurai (9), Kashiwagi (-), J. Takeuchi (4).

 Německo –  Angola 108:103 (16:21, 30:33, 38:47 – 69:69, 83:83, 95:95 p3p)
24. srpna 2006 (13:00) – Hirošima

Rozhodčí: José Aníbal Carrión (PUR), Ilija Belošević (SCG), Rabah Noujaim (LEB)
Angola: Lutonda (-), Cipriano (33), Almeida (2), Gomes (21), Mingas (22); Morais (10), Barros (15), Carvalho (-), Moussa (-).
Německo: Hamann (2), Greene (14), Okulaja (14), Nowitzki (47), Femerling (12); Demirel (7), Schultze (10), Garrett (2), Herber (-).

 Nový Zéland –  Panama 86:75 (31:25, 48:38, 65:54)
24. srpna 2006 (16:00) – Hirošima

Rozhodčí: Petr Sudek (SVK), Lazaros Voreadis (GRE), Alejandro César Chiti (ARG)
Nový Zéland: Henare (5), Jones (5), Penney (16), Cameron (14), Bradshaw (17); Dickel (7), Winitana (2), Boucher (5), Vukona (2), Frank (8), Rampton (5).
Panama: Cota (-), Hicks (20), Lloreda (7), Daley (6), Garcés (13); Peralta (2), Douglas (15), Levy (-), D. Gómez (10), García (2).

 Španělsko –  Japonsko 104:55 (27:14, 47:27, 78:36)
24. srpna 2006 (19:00) – Hirošima

Rozhodčí: Eddie Viator (FRA), Boris Ryzhik (UKR), Yáng Màogōng (CHI)
Španělsko: José Manuel Calderón (2), Juan Carlos Navarro (18), Carlos Jiménez (6), Jorge Garbajosa (12), Pau Gasol (21); Rudy Fernández (4), Carlos Cabezas (-), Felipe Reyes (5), Sergio Rodríguez (6), Berni Rodríguez (5), Marc Gasol (12), Alex Mumbrú (13).
Japonsko: Takehiko Orimo (13), Takahiro Setsumasa (-), Tomoo Amino (11), Kosuke Takeuchi (-), Daiji Yamada (12); Takuya Kawamura (-), Ryota Sakurai (4), Kei Igarashi (5), Shinsuke Kashiwagi (3), Satoru Furuta (1), Shunsuke Ito (-), Joji Takeuchi (6).

#### Skupina C
|    |           | GRE    | TUR   | LIT    | AUS   | BRA   | QAT    | V | P | Skóre   | B  |
| 1. | Řecko     | ***    | 76:69 | 71:76p | 72:69 | 91:80 | 84:64  | 5 | 0 | 404:358 | 10 |
| 2. | Turecko   | 69:76  | ***   | 76:74  | 76:68 | 73:71 | 76:69  | 4 | 1 | 370:358 | 9  |
| 3. | Litva     | 76:81p | 74:76 | ***    | 78:57 | 79:74 | 106:65 | 3 | 2 | 413:353 | 8  |
| 4. | Austrálie | 69:72  | 68:76 | 57:78  | ***   | 83:77 | 93:46  | 2 | 3 | 370:349 | 7  |
| 5. | Brazílie  | 80:91  | 71:73 | 74:79  | 77:83 | ***   | 97:66  | 1 | 4 | 399:392 | 6  |
| 6. | Katar     | 64:84  | 69:76 | 65:106 | 46:93 | 66:97 | ***    | 0 | 5 | 310:456 | 5  |

 Austrálie –  Brazílie 83:77 (21:21, 40:38, 56:57)
19. srpna 2006 (13:00) – Hamamacu

Rozhodčí: Guerrino Cerebuch (ITA)
Austrálie: Bruton (16), Kendall (8), Worthington (23), Mackinnon (15), Bogut (10); Barlow (-), Newley (6), Kickert (2), Bruce (-), Helliwell (3).
Brazílie: Leandrinho (18), Alex Garcia (6), Guilherme (10), Anderson (15), Tiago (16); Marcelinho Machado (3), Nezinho (-), Murilo (3), Estevam (2), Marcelinho Huertas (4).

 Řecko –  Katar 84:64 (7:18, 38:31, 52:45)
19. srpna 2006 (16:30) – Hamamacu

Rozhodčí: ?
Řecko: Diamantidis (4), Zisis (2), Spanoulis (17), Vasilopoulos (-), Dikoudis (26); Papaloukas (8), Fotsis (16), Chatzivrettas (-), Tsartsaris (6), Papadopoulos (-), Kakiouzis (5).
Katar: Ali (9), Saeed (13), Turki (17), Mohammed (7), Mohammed Abdullah (10); Mousa (4), Abdi (2), Bashir (-), Salem (2).

 Turecko –  Litva 76:74 (19:17, 44:40, 56:59)
19. srpna 2006 (19:30) – Hamamacu

Rozhodčí: Eddie Rush (USA), Reynaldo Antonio Mercedes (DOM), Dubravko Muhvić (CRO)
Turecko: Ender (9), İbrahim (16), Serkan (10), Ersan (11), Kerem (15); Cenk (-), Ermal (6), Fatih (-), Semih (-), Kaya (9), Hakan (-).
Litva: Kleiza (6), Macijauskas (24), Songaila (14), D. Lavrinovič (10), Javtokas (8); Delininkaitis (-), Žukauskas (1), Gustas (-), Kalnietis (4), K. Lavrinovič (2), Jasaitis (5).

 Brazílie –  Katar 97:66 (27:13, 51:29, 75:48)
20. srpna 2006 (13:30) – Hamamacu

Rozhodčí: ?
Brazílie: Marcelinho Machado (13), Alex Garcia (8), Guilherme (14), Anderson (13), Tiago (18); Nezinho (3), Murilo (6), Estevam (6), Leandrinho (6), Marcelinho Huertas (8), Caio (-), André Bambu (2).
Katar: Mousa (16), Ali (4), Saeed (11), Salem (8), Mohammed Abdullah (8); Al-Nasser (-), Malek Abdullah (6), Abdi (2), Turki (9), Mohammed (2), Ismail (-), Bashir (-).

 Turecko –  Austrálie 76:68 (16:12, 26:40, 59:65)
20. srpna 2006 (16:30) – Hamamacu

Rozhodčí: Jorge Vázquez (PUR), Mike Homsy (CAN), Guerrino Cerebuch (ITA)
Turecko: İbrahim (15), Ersan (17), Kerem (11), Fatih (8), Kaya (12); Cenk (-), Ermal (6), Ender (4), Serkan (3), Hakan (-).
Austrálie: Bruton (24), Newley (7), Barlow (7), Smith (9), Bogut (8); Mackinnon (-), Kendall (-), Worthington (6), Hinder (2), Bruce (3), Helliwell (2).

 Řecko –  Litva 81:76 (22:18, 37:44, 57:58 – 69:69pp)
20. srpna 2006 (19:30) – Hamamacu

Rozhodčí: ?
Řecko: Diamantidis (3), Chatzivrettas (7), Fotsis (11), Kakiouzis (10), Papadopoulos (8); Papaloukas (8), Schortsianitis (5), Zisis (4), Spanoulis (15), Dikoudis (6), Tsartsaris (4).
Litva: Gustas (4), Jasaitis (13), Macijauskas (10), D. Lavrinovič (6), Javtokas (-); Žukauskas (-), Songaila (18), Kalnietis (5), Kleiza (14), K. Lavrinovič (2), Jankūnas (4).

 Litva –  Katar 106:65 (31:11, 60:28, 78:51)
22. srpna 2006 (13:30) – Hamamacu

Rozhodčí: ?
Litva: Kleiza (14), Macijauskas (13), Žukauskas (6), K. Lavrinovič (20), D. Lavrinovič (12); Delininkaitis (5), Gustas (4), Songaila (7), Kalnietis (10), Jasaitis (-), Jankūnas (6), Javtokas (9).
Katar: Malek Abdullah (5), Abdi (8), Saeed (4), Salem (2), Mohammed Abdullah (6); Ali (20), Mousa (4), Turki (11), Mohammed (3), Ismail (-), Bashir (2).

 Řecko –  Austrálie 72:69 (17:17, 39:34, 55:56)
22. srpna 2006 (16:30) – Hamamacu

Rozhodčí: ?
Řecko: Diamantidis (20), Papaloukas (11), Spanoulis (10), Fotsis (7), Papadopoulos (12); Schortsianitis (-), Zisis (7), Chatzivrettas (2), Dikoudis (-), Tsartsaris (1), Kakiouzis (2).
Austrálie: Bruton (11), Barlow (11), Smith (9), Mackinnon (9), Bogut (18); Kendall (-), Newley (2), Worthington (-), Hinder (1), Bruce (8), Helliwell (-).

 Turecko –  Brazílie 73:71 (25:23, 43:37, 56:58)
22. srpna 2006 (19:30) – Hamamacu

Rozhodčí: Eddie Rush (USA), Reynaldo Antonio Mercedes (DOM), Saša Pukl (SLO)
Turecko: İbrahim (14), Serkan (19), Kerem (10), Ermal (8), Kaya (7); Engin (4), Ender (6), Ersan (3), Fatih (2), Hakan (-).
Brazílie: Marcelinho Machado (13), Alex Garcia (5), Leandrinho (26), Anderson (8), Tiago (13); Nezinho (2), Murilo (-), Estevam (-), Marcelinho Huertas (-), Guilherme (4).

 Litva –  Austrálie 78:57 (20:15, 35:28, 60:42)
23. srpna 2006 (13:30) – Hamamacu

Rozhodčí: ?
Litva: Macijauskas (20), Songaila (14), K. Lavrinovič (10), D. Lavrinovič (7), Javtokas (16); Delininkaitis (3), Žukauskas (-), Gustas (1), Kalnietis (4), Kleiza (3), Jasaitis (-), Jankūnas (-).
Austrálie: Bruton (8), Newley (15), Smith (8), Mackinnon (7), Bogut (12); Barlow (4), Kendall (-), Worthington (-), Hinder (-), Kickert (-), Bruce (3), Helliwell (-).

 Turecko –  Katar 76:69 (27:16, 49:35, 63:51)
23. srpna 2006 (16:30) – Hamamacu

Rozhodčí: Mike Homsy (CAN), Yosuke Miyatake (JAP), Juan Carlos Arteaga (ESP)
Turecko: Engin (12), Ender (10), Hakan (9), Cenk (10), Ersan (9); Ermal (6), Fatih (2), Kerem (6), Semih (8), Kaya (4).
Katar: Ali (15), Turki (9), Saeed (20), Salem (11), Mohammed Abdullah (6); Malek Abdullah (4), Mousa (2), Abdi (2).

 Řecko –  Brazílie 91:80 (28:16, 49:32, 67:61)
23. srpna 2006 (19:30) – Hamamacu

Rozhodčí: ?
Řecko: Papaloukas (14), Chatzivrettas (14), Spanoulis (-), Fotsis (11), Papadopoulos (12); Zisis (9), Dikoudis (8), Tsartsaris (7), Diamantidis (9), Kakiouzis (7).
Brazílie: Marcelinho Machado (25), Leandrinho (4), Guilherme (6), Anderson (-), Tiago (18); Nezinho (-), Murilo (3), Estevam (-), Marcelinho Huertas (7), Alex Garcia (17).

 Austrálie –  Katar 93:46 (18:16, 41:30, 66:34)
24. srpna 2006 (13:30) – Hamamacu

Rozhodčí:?
Austrálie: Bruton (4), Smith (16), Worthington (17), Mackinnon (10), Bogut (10); Barlow (7), Kendall (9), Newley (2), Kickert (7), Hinder (2), Bruce (5), Helliwell (4).
Katar: Ali (16), Mousa (-), Turki (12), Saeed (2), Salem (4); Al-Nasser (-), Malek Abdullah (3), Abdi (5), Mohammed (-), Mohammed Abdullah (2), Ismail (-), Bashir (2).

 Litva –  Brazílie 79:74 (35:17, 48:47, 64:59)
24. srpna 2006 (16:30) – Hamamacu

Rozhodčí: ?
Litva: Gustas (19), Kleiza (8), Macijauskas (21), Songaila (9), D. Lavrinovič (12); Delininkaitis (-), Žukauskas (4), Kalnietis (-), K. Lavrinovič (2), Jasaitis (-), Jankūnas (-), Javtokas (4).
Brazílie: Marcelinho Machado (8), Leandrinho (12), Guilherme (9), Anderson (9), Tiago (17); Nezinho (7), Murilo (4), Marcelinho Huertas (-), Alex Garcia (8).

 Řecko –  Turecko 76:69 (24:19, 37:42, 54:47)
24. srpna 2006 (19:30) – Hamamacu

Rozhodčí: Jorge Vázquez (PUR), Reynaldo Antonio Mercedes (DOM), Saša Pukl (SLO)
Řecko: Diamantidis (4), Chatzivrettas (-), Fotsis (11), Kakiouzis (17), Papadopoulos (17); Papaloukas (2), Schortsianitis (14), Spanoulis (11), Vasilopoulos (-), Dikoudis (-), Tsartsaris (-).
Turecko: Cenk (-), Hakan (-), Serkan (30), Fatih (-), Kaya (9); Ermal (4), Engin (6), Ender (5), İbrahim (6), Kerem (9), Semih (-).

#### Skupina D
|    |           | USA     | ITA   | SLO    | CHN    | POI     | SEN    | V | P | Skóre   | B  |
| 1. | USA       | ***     | 94:85 | 114:95 | 121:90 | 111:100 | 103:58 | 5 | 0 | 543:428 | 10 |
| 2. | Itálie    | 85:94   | ***   | 80:76  | 84:69  | 73:72   | 64:56  | 4 | 1 | 386:367 | 9  |
| 3. | Slovinsko | 95:114  | 76:80 | ***    | 77:78  | 90:82   | 90:79  | 3 | 2 | 434:438 | 8  |
| 4. | Čína      | 90:121  | 69:84 | 78:77  | ***    | 87:90p  | 100:83 | 2 | 3 | 493:560 | 7  |
| 5. | Portoriko | 100:111 | 72:73 | 82:90  | 90:87p | ***     | 88:79  | 1 | 4 | 432:440 | 6  |
| 6. | Senegal   | 58:103  | 56:64 | 79:90  | 83:100 | 79:88   | ***    | 0 | 5 | 355:451 | 5  |

 USA –  Portoriko 111:100 (23:24, 57:51, 87:74)
19. srpna 2006 (13:30) – Sapporo

Rozhodčí: Nikolaos Zavlanos (GRE), José Antonio Martín Beltrán (ESP), Domingos Francisco Simão (ANG)
USA: Paul (11), Anthony (21), Johnson (9), Jamison (-), Brand (6); Hinrich (15), James (15), Battier (6), Wade (13), Bosh (5), Howard (10).
Portoriko: Arroyo (23), Apodaca (8), Lee (6), Latimer (-), Santiago (9); Ramos (5), Reyes (8), Hatton (4), Dalmau (13), Ayuso (14), Rivera (8), Narváez (2).

 Slovinsko –  Senegal 96:79 (32:15, 48:37, 79:56)
19. srpna 2006 (16:30) – Sapporo

Rozhodčí: Cristiano Jesus Maranho (BRA), Shmuel Bachar (ISR), Daniel Alfredo Delgado (VEN)
Slovinsko: Bečirovič (16), Udrih (14), Ožbolt (11), Nachbar (17), Jurak (10); Lakovič (6), Nesterovič (4), Zagorac (2), Milič (6), Dragič (-), Slokar (1), Brezec (9).
Senegal: Diouf (10), Pène (9), Aw (18), Mamadou N'Diaye (15), Savané (11); Makhtar N'Diaye (3), Faye (-), Cissé (2), Niang (4), N'Doye (1), Badiane (6).

 Itálie –  Čína 84:69 (16:17, 39:35, 67:56)
19. srpna 2006 (19:30) – Sapporo

Rozhodčí: Romualdas Brazauskas (LIT), Scott Butler (AUS), Yuji Hirahara (JAP)
Čína: Sūn Yuè (-), Wáng Zhìzhì (10), Dù Fēng (10), Yì Jiànlián (9), Yáo Míng (30); Chén Jiānghuá (-), Liú Wěi (3), Zhāng Qìngpéng (-), Wáng Shìpéng (3), Zhū Fāngyŭ (4).
Itálie: Basile (27), Soragna (14), Gigli (10), Rocca (5), Garri (10); Belinelli (6), Marconato (-), Mordente (7), Pecile (-), Michelori (3), Di Bella (2).

 Portoriko –  Senegal 88:79 (26:16, 44:37, 66:60)
20. srpna 2006 (13:30) – Sapporo

Rozhodčí: José Antonio Martín Beltrán (ESP), Scott Butler (AUS), Yuji Hirahara (JAP)
Portoriko: Arroyo (29), Dalmau (11), Ayuso (20), Apodaca (5), Santiago (12); Ramos (4), Reyes (4), Hatton (-), Latimer (2), Lee (1).
Senegal: Diouf (10), Cissé (14), Pène (9), N'Doye (13), Makhtar N'Diaye (14); Niang (-), Aw (2), Savané (2), Mamadou N'Diaye (-), N'Dongo N'Diaye (7), Badiane (8).

 Itálie –  Slovinsko 80:76 (14:22, 36:43, 59:56)
20. srpna 2006 (16:30) – Sapporo

Rozhodčí: Cristiano Jesus Maranho (BRA), Shmuel Bachar (ISR), Romualdas Brazauskas (LIT)
Itálie: Di Bella (9), Belinelli (26), Soragna (9), Marconato (9), Garri (7); Basile (5), Mancinelli (2), Mordente (7), Michelori (2), Rocca (4), Gigli (-).
Slovinsko: Bečirovič (9), Lakovič (14), Nachbar (8), Nesterovič (17), Brezec (8); Jurak (6), Ožbolt (3), Udrih (5), Milič (2), Slokar (4).

 USA –  Čína 121:90 (32:17, 63:38, 95:62)
20. srpna 2006 (19:30) – Sapporo

Rozhodčí: Nikolaos Zavlanos (GRE), Milivoje Jovčić (SCG), Daniel Alfredo Delgado (VEN)
USA: Paul (13), Anthony (16), Battier (5), James (11), Howard (16); Johnson (11), Hinrich (6), Jamison (3), Wade (26), Bosh (3), Miller (-), Brand (11).
Čína: Liú Wěi (8), Wáng Shìpéng (17), Zhū Fāngyŭ (9), Wáng Zhìzhì (2), Yáo Míng (21); Chén Jiānghuá (6), Zhāng Qìngpéng (-), Sūn Yuè (2), Zhāng Sōngtāo (2), Yì Jiànlián (13), Mò Kē (3), Dù Fēng (7).

 Portoriko –  Čína 90:87 (16:24, 39:38, 54:60 – 76:76pp)
22. srpna 2006 (13:30) – Sapporo

Rozhodčí: Romualdas Brazauskas (LIT), Shmuel Bachar (ISR), Milivoje Jovčić (SCG)
Portoriko: Arroyo (25), Ayuso (27), Apodaca (4), Latimer (13), Santiago (14); Ramos (-), Reyes (2), Dalmau (-), Rivera (-), Narváez (-), Lee (5).
Čína: Liú Wěi (10), Wáng Shìpéng (13), Zhū Fāngyŭ (18), Wáng Zhìzhì (7), Yì Jiànlián (4); Chén Jiānghuá (-), Sūn Yuè (-), Zhāng Sōngtāo (-), Mò Kē (-), Yáo Míng (29), Dù Fēng (6).

 Itálie –  Senegal 64:56 (16:16, 28:31, 42:45)
22. srpna 2006 (16:30) – Sapporo

Rozhodčí: Nikolaos Zavlanos (GRE), Domingos Francisco Simão (ANG), Cristiano Jesus Maranho (BRA)
Itálie: Mordente (14), Belinelli (8), Soragna (15), Michelori (9), Rocca (4); Basile (-), Mancinelli (6), Marconato (-), Pecile (2), Di Bella (3), Garri (-), Gigli (3).
Senegal: Diouf (8), Pène (10), N'Doye (18), Aw (4), Savané (12); Makhtar N'Diaye (-), Cissé (-), Niang (-), Mamadou N'Diaye (-), Badiane (4).

 USA –  Slovinsko 114:95 (30:27, 66:49, 91:70)
22. srpna 2006 (19:30) – Sapporo

Rozhodčí: Scott Butler (AUS), José Antonio Martín Beltrán (ESP), Daniel Alfredo Delgado (VEN)
USA: Paul (9), Wade (20), Anthony (14), James (19), Brand (16); Johnson (3), Hinrich (5), Jamison (8), Battier (9), Bosh (-), Howard (3), Miller (8).
Slovinsko: Bečirovič (18), Lakovič (14), Nachbar (15), Nesterovič (14), Brezec (15); Jurak (2), Ožbolt (2), Udrih (8), Milič (5), Slokar (2).

 Čína –  Senegal 100:83 (24:27, 45:49, 71:68)
23. srpna 2006 (13:30) – Sapporo

Rozhodčí: Nikolaos Zavlanos (GRE), José Antonio Martín Beltrán (ESP), Daniel Alfredo Delgado (VEN)
Čína: Liú Wěi (16), Wáng Shìpéng (17), Dù Fēng (12), Wáng Zhìzhì (19), Yáo Míng (26); Zhāng Qìngpéng (2), Zhū Fāngyŭ (8), Sūn Yuè (-), Yì Jiànlián (-).
Senegal: Cissé (12), Pène (9), N'Doye (14), Aw (19), Savané (10); Faye (-), Mamadou N'Diaye (6), N'Dongo N'Diaye (5), Badiane (8).

 Slovinsko –  Portoriko 90:82 (27:17, 52:33, 67:55)
23. srpna 2006 (16:30) – Sapporo

Rozhodčí: Romualdas Brazauskas (LIT), Scott Butler (AUS), Yuji Hirahara (JAP)
Slovinsko: Lakovič (24), Udrih (16), Nachbar (10), Nesterovič (12), Brezec (14); Jurak (4), Ožbolt (3), Bečirovič (2), Zagorac (-), Slokar (5).
Portoriko: Arroyo (21), Ayuso (20), Apodaca (10), Ramos (10), Santiago (8); Reyes (-), Hatton (3), Dalmau (-), Latimer (8), Rivera (2), Lee (-).

 USA –  Itálie 94:85 (25:19, 36:45, 71:64)
23. srpna 2006 (19:30) – Sapporo

Rozhodčí: Shmuel Bachar (ISR), Milivoje Jovčić (SCG), Domingos Francisco Simão (ANG)
USA: Paul (5), Wade (26), Anthony (35), James (8), Brand (16); Johnson (-), Hinrich (4), Jamison (-), Battier (-), Howard (-).
Itálie: Basile (6), Belinelli (25), Mancinelli (12), Soragna (11), Michelori (6); Marconato (4), Mordente (5), Pecile (-), Rocca (-), Di Bella (12), Garri (2), Gigli (2).

 Čína –  Slovinsko 78:77 (17:22, 38:46, 57:59)
24. srpna 2006 (13:30) – Sapporo

Rozhodčí: Cristiano Jesus Maranho (BRA), José Antonio Martín Beltrán (ESP), Scott Butler (AUS)
Čína: Liú Wěi (9), Zhū Fāngyŭ (5), Dù Fēng (11), Wáng Zhìzhì (10), Yáo Míng (36); Zhāng Qìngpéng (-), Wáng Shìpéng (3), Sūn Yuè (2), Yì Jiànlián (2).
Slovinsko: Lakovič (9), Bečirovič (20), Udrih (6), Nesterovič (11), Brezec (14); Jurak (-), Ožbolt (-), Nachbar (-), Zagorac (-), Milič (2), Slokar (15).

 Itálie –  Portoriko 73:72 (21:23, 38:43, 59:56)
24. srpna 2006 (16:30) – Sapporo

Rozhodčí: Nikolaos Zavlanos (GRE), Milivoje Jovčić (SCG), Daniel Alfredo Delgado (VEN)
Itálie: Di Bella (6), Belinelli (7), Soragna (8), Rocca (10), Marconato (10); Basile (3), Mancinelli (4), Mordente (-), Pecile (7), Michelori (4), Garri (7), Gigli (7).
Portoriko: Arroyo (8), Ayuso (25), Apodaca (12), Reyes (10), Santiago (12); Ramos (2), Latimer (-), Rivera (-), Lee (3).

 USA –  Senegal 103:58 (26:13, 58:24, 81:40)
24. srpna 2006 (19:30) – Sapporo

Rozhodčí: Romualdas Brazauskas (LIT), Yuji Hirahara (JAP), Domingos Francisco Simão (ANG)
USA: Hinrich (5), James (17), Bosh (20), Brand (4), Miller (5); Johnson (11), Jamison (9), Battier (9), Paul (7), Howard (4), Anthony (12).
Senegal: N'Doye (25), Makhtar N'Diaye (3), Badiane (6), Mamadou N'Diaye (6), Savané (8); Pène (-), Faye (-), Cissé (3), Niang (2), Aw (3), N'Dongo N'Diaye (2).

### Schéma vyřazovacích bojů
|  | Osmifinále  | Osmifinále |           |     | Čtvrtfinále   | Čtvrtfinále   |  |  | Semifinále | Semifinále |  |  | Finále | Finále |
|  |             |            |           |     |               |               |  |  |            |            |  |  |        |        |
|  |             |            |           |     |               |               |  |  |            |            |  |  |        |        |
|  |             |            |           |     |               |               |  |  |            |            |  |  |        |        |
|  | Španělsko   | 87         |           |     |               |               |  |  |            |            |  |  |        |        |
|  | Španělsko   | 87         |           |     |               |               |  |  |            |            |  |  |        |        |
|  | Srbsko a ČH | 75         |           |     |               |               |  |  |            |            |  |  |        |        |
|  | Srbsko a ČH | 75         | Španělsko | 89  |               |               |  |  |            |            |  |  |        |        |
|  |             |            | Španělsko | 89  |               |               |  |  |            |            |  |  |        |        |
|  |             | Litva      | 67        |     |               |               |  |  |            |            |  |  |        |        |
|  | Litva       | Litva      | 67        | 71  |               |               |  |  |            |            |  |  |        |        |
|  | Litva       |            |           | 71  |               |               |  |  |            |            |  |  |        |        |
|  | Itálie      | 68         |           |     |               |               |  |  |            |            |  |  |        |        |
|  | Itálie      | 68         | Španělsko | 70  |               |               |  |  |            |            |  |  |        |        |
|  |             |            | Španělsko | 70  |               |               |  |  |            |            |  |  |        |        |
|  |             | Argentina  | 47        |     |               |               |  |  |            |            |  |  |        |        |
|  | Argentina   | Argentina  | 47        | 79  |               |               |  |  |            |            |  |  |        |        |
|  | Argentina   |            |           | 79  |               |               |  |  |            |            |  |  |        |        |
|  | Nový Zéland | 62         |           |     |               |               |  |  |            |            |  |  |        |        |
|  | Nový Zéland | 62         | Argentina | 83  |               |               |  |  |            |            |  |  |        |        |
|  |             |            | Argentina | 83  |               |               |  |  |            |            |  |  |        |        |
|  |             | Turecko    | 58        |     |               |               |  |  |            |            |  |  |        |        |
|  | Turecko     | Turecko    | 58        | 90  |               |               |  |  |            |            |  |  |        |        |
|  | Turecko     |            |           | 90  |               |               |  |  |            |            |  |  |        |        |
|  | Slovinsko   | 84         |           |     |               |               |  |  |            |            |  |  |        |        |
|  | Slovinsko   | 84         | Španělsko | 70  |               |               |  |  |            |            |  |  |        |        |
|  |             |            | Španělsko | 70  |               |               |  |  |            |            |  |  |        |        |
|  |             | Řecko      | 47        |     |               |               |  |  |            |            |  |  |        |        |
|  | Řecko       | Řecko      | 47        | 95  |               |               |  |  |            |            |  |  |        |        |
|  | Řecko       |            |           | 95  |               |               |  |  |            |            |  |  |        |        |
|  | Čína        | 64         |           |     |               |               |  |  |            |            |  |  |        |        |
|  | Čína        | 64         | Řecko     | 73  |               |               |  |  |            |            |  |  |        |        |
|  |             |            | Řecko     | 73  |               |               |  |  |            |            |  |  |        |        |
|  |             | Francie    | 56        |     |               |               |  |  |            |            |  |  |        |        |
|  | Francie     | Francie    | 56        | 68  |               |               |  |  |            |            |  |  |        |        |
|  | Francie     |            |           | 68  |               |               |  |  |            |            |  |  |        |        |
|  | Angola      | 62         |           |     |               |               |  |  |            |            |  |  |        |        |
|  | Angola      | 62         | Řecko     | 101 |               |               |  |  |            |            |  |  |        |        |
|  |             |            | Řecko     | 101 |               |               |  |  |            |            |  |  |        |        |
|  |             | USA        | 95        |     | O třetí místo | O třetí místo |  |  |            |            |  |  |        |        |
|  | USA         | USA        | 95        | 113 | O třetí místo | O třetí místo |  |  |            |            |  |  |        |        |
|  | USA         |            |           | 113 |               |               |  |  |            |            |  |  |        |        |
|  | Austrálie   | 73         |           |     |               |               |  |  |            |            |  |  |        |        |
|  | Austrálie   | 73         | USA       | 85  | USA           | 96            |  |  |            |            |  |  |        |        |
|  |             |            | USA       | 85  | USA           | 96            |  |  |            |            |  |  |        |        |
|  |             | Německo    | 65        |     | Argentina     | 81            |  |  |            |            |  |  |        |        |
|  | Německo     | Německo    | 65        | 78  | Argentina     | 81            |  |  |            |            |  |  |        |        |
|  | Německo     |            |           | 78  |               |               |  |  |            |            |  |  |        |        |
|  | Nigérie     | 77         |           |     |               |               |  |  |            |            |  |  |        |        |
|  | Nigérie     | 77         |           |     |               |               |  |  |            |            |  |  |        |        |

### Osmifinále
Argentina –  Nový Zéland 79:62 (21:16, 37:29, 59:44)
26. srpna 2006 (10:00) – Saitama

Rozhodčí: Nikolaos Zavlanos (GRE), Shmuel Bachar (ISR), Milivoje Jovčić (SCG)
Argentina: Pepe Sánchez (4), Ginóbili (28), Nocioni (2), Scola (10), Oberto (23); Herrmann (2), Delfino (2), Prigioni (4), Wolkowisky (4).
Nový Zéland: Henare (5), Penney (11), Boucher (-), Cameron (6), Bradshaw (9); Dickel (15), Jones (9), Vukona (-), Frank (5), Rampton (2).

 Litva –  Itálie 71:68 (17:20, 36:35, 50:49)
26. srpna 2006 (13:00) – Saitama

Rozhodčí: Carl Jungebrand (FIN), Terry Moore (USA), Eddie Viator (FRA)
Litva: Kalnietis (7), Macijauskas (15), Žukauskas (-), Songaila (12), D. Lavrinovič (12); Delininkaitis (-), Gustas (6), Kleiza (7), K. Lavrinovič (6), Javtokas (6).
Itálie: Di Bella (15), Mordente (8), Belinelli (9), Gigli (9), Marconato (4); Basile (-), Soragna (5), Pecile (3), Michelori (-), Rocca (15), Garri (-).

 Turecko –  Slovinsko 90:84 (20:19, 44:36, 60:60)
26. srpna 2006 (17:00) – Saitama

Rozhodčí: Michael Aylen (AUS), Fabio Facchini (ITA), José Aníbal Carrión (PUR)
Turecko: Cenk (11), Hakan (4), Serkan (24), Fatih (4), Kaya (10); Ermal (8), Engin (6), Ender (6), İbrahim (6), Kerem (11).
Slovinsko: Lakovič (3), Bečirovič (13), Milič (6), Zagorac (3), Nesterovič (14); Jurak (2), Udrih (18), Nachbar (14), Brezec (11).

 Španělsko –  Srbsko a Černá Hora 87:75 (20:10, 43:31, 66:52)
26. srpna 2006 (20:00) – Saitama

Rozhodčí: Eddie Rush (USA), Mike Homsy (CAN), Jorge Vázquez (PUR)
Španělsko: José Manuel Calderón (13), Juan Carlos Navarro (7), Carlos Jiménez (2), Jorge Garbajosa (6), Pau Gasol (19); Rudy Fernández (18), Carlos Cabezas (3), Sergio Rodríguez (2), Berni Rodríguez (-), Marc Gasol (9), Alex Mumbrú (8).
Srbsko a Černá Hora: Vule Avdalović (-), Igor Rakočević (11), Branko Jorović (5), Goran Nikolić (2), Darko Miličić (18); Bojan Popović (10), Miroslav Raičević (9), Mile Ilić (2), Uroš Tripković (3), Marko Marinović (15), Kosta Perović (-).

 Německo –  Nigérie 78:77 (25:22, 47:44, 61:58)
27. srpna 2006 (10:00) – Saitama

Rozhodčí: Yosuke Miyatake (JAP), Pablo Alberto Estévez (ARG), José Antonio Martín Beltrán (ESP)
Německo: Hamann (3), Greene (9), Okulaja (19), Nowitzki (23), Femerling (4); Demirel (7), Schultze (6), Garrett (-), Herber (7).
Nigérie: Udoka (8), Ere (6), Ibekwe (22), Muoneke (16), Nwosu (5); Akognon (-), Oguchi (2), Varem (-), Awojobi (15), Anagonye (3), Nwankwo (-).

 USA –  Austrálie 113:73 (27:23, 59:29, 78:49)
27. srpna 2006 (13:00) – Saitama

Rozhodčí: Virginijus Dovidavičius (LIT), Lazaros Voreadis (GRE), Petr Sudek (SVK)
USA: Paul (2), Anthony (20), Battier (12), James (5), Brand (8); Johnson (18), Hinrich (2), Jamison (3), Wade (15), Bosh (12), Howard (8), Miller (8).
Austrálie: Bruton (5), Newley (15), Smith (2), Mackinnon (8), Bogut (20); Barlow (5), Kendall (3), Worthington (5), Kickert (-), Hinder (-), Bruce (6), Helliwell (4).

 Francie –  Angola 68:62 (17:6, 34:24, 49:35)
27. srpna 2006 (17:00) – Saitama

Rozhodčí: Romualdas Brazauskas (LIT), Cristiano Jesus Maranho (BRA), Scott Butler (AUS)
Francie: Jeanneau (16), Diaw (14), Gélabale (14), F. Piétrus (8), Weis (4); Foirest (-), M. Piétrus (4), Diarra (6), Turiaf (2).
Angola: Lutonda (2), Cipriano (12), Almeida (13), Gomes (11), Mingas (7); A. Costa (3), Morais (12), Barros (-), Moussa (2).

 Řecko –  Čína 95:64 (11:18, 41:36, 67:42)
27. srpna 2006 (20:00) – Saitama

Rozhodčí: Carl Jungebrand (FIN), José Aníbal Carrión (PUR), Alejandro César Chiti (ARG)
Řecko: Diamantidis (7), Chatzivrettas (2), Fotsis (8), Kakiouzis (11), Papadopoulos (6); Papaloukas (19), Schortsianitis (10), Spanoulis (15), Vasilopoulos (8), Dikoudis (5), Tsartsaris (4).
Čína: Liú Wěi (3), Wáng Shìpéng (16), Zhū Fāngyŭ (10), Wáng Zhìzhì (1), Yáo Míng (10); Chén Jiānghuá (8), Zhāng Qìngpéng (3), Sūn Yuè (4), Zhāng Sōngtāo (-), Yì Jiànlián (9), Mò Kē (-), Dù Fēng (-).

### Čtvrtfinále
Španělsko –  Litva 89:67 (28:11, 47:30, 65:42)
29. srpna 2006 (16:30) – Saitama

Rozhodčí: Reynaldo Antonio Mercedes (DOM), Cristiano Jesus Maranho (BRA), Saša Pukl (SLO)
Španělsko: José Manuel Calderón (4), Juan Carlos Navarro (22), Carlos Jiménez (5), Jorge Garbajosa (4), Pau Gasol (25); Rudy Fernández (10), Carlos Cabezas (-), Felipe Reyes (4), Sergio Rodríguez (2), Berni Rodríguez (2), Marc Gasol (7), Alex Mumbrú (4).
Litva: Mantas Kalnietis (14), Linas Kleiza (15), Mindaugas Žukauskas (5), Darius Songaila (2), Darjuš Lavrinovič (17); Tomas Delininkaitis (4), Arvydas Macijauskas (-), Giedrius Gustas (2), Kšyštof Lavrinovič (8), Simas Jasaitis (-), Robertas Javtokas (-).

 Argentina –  Turecko 83:58 (25:16, 43:23, 75:40)
29. srpna 2006 (19:30) – Saitama

Rozhodčí: Terry Moore (USA), Scott Butler (AUS), Ilija Belošević (SCG)
Argentina: Pepe Sánchez (5), Ginóbili (7), Nocioni (21), Scola (13), Oberto (10); Herrmann (8), Fernández (3), Delfino (14), Prigioni (-), Gutiérrez (-), Farabello (-), Wolkowisky (2).
Turecko: Cenk (11), Hakan (4), Serkan (10), Fatih (1), Kaya (8); Ermal (5), Engin (3), Ender (2), Ersan (5), İbrahim (2), Kerem (3), Semih (4).

 Řecko –  Francie 73:56 (12:8, 34:24, 53:43)
30. srpna 2006 (16:30) – Saitama

Rozhodčí: Fabio Facchini (ITA), Jorge Vázquez (PUR), Michael Aylen (AUS)
Řecko: Diamantidis (13), Chatzivrettas (5), Fotsis (14), Kakiouzis (-), Papadopoulos (14); Papaloukas (4), Schortsianitis (10), Spanoulis (11), Vasilopoulos (-), Tsartsaris (2).
Francie: Jeanneau (8), Diaw (9), Gélabale (12), F. Piétrus (6), Weis (2); Gomis (3), Foirest (-), M. Piétrus (5), Diarra (-), Bokolo (7), Petro (-), Turiaf (4).

 USA –  Německo 85:65 (23:21, 40:39, 67:52)
30. srpna 2006 (19:30) – Saitama

Rozhodčí:: Mike Homsy (CAN), Juan Carlos Arteaga (ESP), Guerrino Cerebuch (ITA)
USA: Paul (9), Wade (3), Anthony (19), James (13), Brand (6); Johnson (11), Hinrich (3), Jamison (2), Battier (1), Bosh (10), Howard (8).
Německo: Hamann (8), Greene (9), Okulaja (15), Nowitzki (15), Femerling (4); Demirel (-), Schultze (7), Garrett (2), Herber (3), Roller (2), Grünheid (-), Jagla (-).

### Semifinále
Řecko –  USA 101:95 (14:20, 45:41, 77:65)
1. září 2006 (16:30) – Saitama

Rozhodčí: Fabio Facchini (ITA), Cristiano Jesus Maranho (BRA), Ilija Belošević (SCG)
Řecko: Diamantidis (12), Chatzivrettas (2), Fotsis (9), Kakiouzis (15), Papadopoulos (8); Papaloukas (8), Schortsianitis (14), Spanoulis (22), Dikoudis (8), Tsartsaris (3).
USA: Hinrich (12), Anthony (27), Johnson (3), James (17), Brand (-); Battier (1), Wade (19), Paul (3), Bosh (3), Howard (10).

 Španělsko –  Argentina 75:74 (15:21, 40:38, 60:56)
1. září 2006 (19:30) – Saitama

Rozhodčí: Romualdas Brazauskas (LIT), José Aníbal Carrión (PUR), Shmuel Bachar (ISR)
Argentina: Juan Ignacio “Pepe” Sánchez (13), Emanuel Ginóbili (21), Andrés Nocioni (15), Luis Scola (8), Fabricio Oberto (2); Walter Herrmann (6), Carlos Delfino (3), Pablo Prigioni (-),Rubén Wolkowisky (6).
Španělsko: José Manuel Calderón (7), Juan Carlos Navarro (4), Carlos Jiménez (4), Jorge Garbajosa (19), Pau Gasol (19); Rudy Fernández (4), Carlos Cabezas (2), Felipe Reyes (2), Sergio Rodríguez (14), Berni Rodríguez (-), Alex Mumbrú (-).

### Finále
Španělsko –  Řecko 70:47 (18:12, 43:23, 54:34)
3. září 2006 (19:30) – Saitama

Rozhodčí: Carl Jungebrand (FIN), Terry Moore (USA), Pablo Alberto Estévez (ARG)
Španělsko: José Manuel Calderón (7), Juan Carlos Navarro (20), Carlos Jiménez (4), Jorge Garbajosa (20), Felipe Reyes (10); Rudy Fernández (-), Carlos Cabezas (1), Sergio Rodríguez (-), Berni Rodríguez (6), Marc Gasol (2), Alex Mumbrú (-).
Řecko: Dimitris Diamantidis (4), Nikos Chatzivrettas (-), Antonis Fotsis (7), Michalis Kakiouzis (17), Lazaros Papadopoulos (2); Thodoris Papaloukas (10), Sofoklis Schortsianitis (2), Vasilis Spanoulis (4), Panagiotis Vasilopoulos (-), Dimos Dikoudis (1), Kostas Tsartsaris (-).

### O 3. místo
USA –  Argentina 96:81 (21:27, 50:49, 69:62)
2. září 2006 (19:30) – Saitama

Rozhodčí: Juan Carlos Arteaga (ESP), Nikolaos Zavlanos (GRE), Scott Butler (AUS)
USA: Hinrich (2), Johnson (-), Anthony (15), James (22), Brand (11); Battier (2), Wade (32), Paul (4), Bosh (1), Howard (7).
Argentina: Pepe Sánchez (6), Ginóbili (10), Nocioni (18), Scola (19), Oberto (6); Herrmann (5), Fernández (2), Delfino (13), Prigioni (-), Wolkowisky (2).

### O 5. - 8. místo
Turecko –  Litva 95:84 (19:10, 23:27, 40:48, 75:75)
31. srpna 2006 (16:30) – Saitama

Rozhodčí: Petr Sudek (SVK), José Antonio Martín Beltrán (ESP), Milivoje Jovčić (SCG)
Turecko: Hakan (2), Serkan (12), Ersan (13), Fatih (-), Kaya (-); Cenk (8), Ermal (24), Engin (9), Ender (18), Kerem (9), Semih (-).
Litva: Gustas (10), Macijauskas (13), Kleiza (14), Songaila (17), Javtokas (-); Žukauskas (3), D. Lavrinovič (7), Kalnietis (8), K. Lavrinovič (1), Jasaitis (4), Jankūnas (7).

 Francie –  Německo 75:73 (17:16, 38:31, 53:57)
31. srpna 2006 (19:30) – Saitama

Rozhodčí: Dubravko Muhvić (CRO), Eddie Rush (USA), Nikolaos Zavlanos (GRE)
Francie: Bokolo (-), Diaw (13), Gélabale (7), M. Piétrus (8), Weis (3); Gomis (17), Foirest (7), F. Piétrus (5), Turiaf (15).
Německo: Hamann (12), Greene (2), Okulaja (9), Nowitzki (29), Femerling (6); Demirel (-), Schultze (5), Garrett (10), Herber (-).

### O 5. místo
Francie –  Turecko 64:56 (20:7, 35:20, 49:43)
2. září 2006 (16:30) – Saitama

Rozhodčí: Reynaldo Antonio Mercedes (DOM), Saša Pukl (SLO), Yosuke Miyatake (JAP)
Francie: Bokolo (5), Diaw (8), Gélabale (2), F. Piétrus (12), Weis (11); Gomis (8), Foirest (10), M. Piétrus (6), Diarra (-), Petro (-), Turiaf (2).
Turecko: Hakan (3), Engin (15), Ersan (9), Semih (1), Kaya (8); Cenk (10), Ermal (4), Ender (-), Fatih (-), Kerem (6).

### O 7. místo
Litva –  Německo 77:62 (30:17, 47:41, 58:54)
3. září 2006 (16:30) – Saitama

Rozhodčí: Eddie Rush (USA), Lazaros Voreadis (GRE), Alejandro César Chiti (ARG)
Litva: Gustas (8), Macijauskas (6), Kleiza (16), K. Lavrinovič (6), Javtokas (6); Žukauskas (-), D. Lavrinovič (18), Songaila (13), Kalnietis (2), Jasaitis (2), Jankūnas (-).
Německo: Roller (8), Greene (2), Okulaja (10), Nowitzki (18), Grünheid (4); Demirel (-), Schultze (-), Garrett (4), Herber (6), Hamann (1), Femerling (4), Jagla (5).

## Soupisky
1.  Španělsko
| - Pau Gasol - Jorge Garbajosa - José-Manuel Calderon - Juan Carlos Navarro | - Marc Gasol - Berni Rodriguez - Carlos Cabezas - Carlos Jimenez | - Sergio Rodriguez - Rudy Fernandez - Alex Mumbru - Felipe Reyes |

2.  Řecko 
| - Thodoris Papaloukas - Sofoklis Schortsanitis - Nikos Zisis | - Vasilis Spanoulis - Panagiotis Vasilopoulos - Antonis Fotsis | - Nikos Chatzivrettas - Dimos Dikoudis - Kostas Tsartsaris | - Dimitris Diamantidis - Lazaros Papadopoulos - Michalis Kakiouzis |

- Trenér: Panagiotis Giannakis.

3.  USA 
| - Joe Johnson - Kirk Hinrich - LeBron James | - Antawn Jamison - Shane Battier - Dwyane Wade | - Chris Paul - Chris Bosh - Dwight Howard | - Brad Miller - Elton Brand - Carmelo Anthony |

- Trenér: Mike Krzyzewski.

4.  Argentina 
| - Luis Alberto Scola - Emanuel David “Manu” Ginóbili - Juan Ignacio “Pepe” Sánchez | - Fabricio Raúl Jesús Oberto - Walter Herrmann - Gabriel Diego Fernández | - Carlos Francisco Delfino - Pablo Prigioni - Leonardo Martín “Leo” Gutiérrez | - Andrés Marcelo Nocioni - Daniel Edgardo Farabello - Rubén Óscar Wolkowisky |

- Trenér: Sergio Santos Hernández.

5.  Turecko 
| - Cenk Akyol - Ermal Kuqo “Kurtoğlu” - Engin Atsür | - Ender Arslan - Ersan İlyasova - Serkan Erdoğan | - İbrahim Kutluay - Fatih Solak - Kerem Gönlüm | - Semih Erden - Kaya Peker - Hakan İsmail Demirel |

- Trenér: Bogdan Tanjević.

6.  Francie 
| - Joseph Gomis - Mickaël Gélabale - Aymeric Jeanneau | - Laurent Foirest - Mickaël Piétrus - Mamoutou Diarra | - Yannick Bokolo - Florent Piétrus - Johan Petro | - Boris Diaw - Ronny Turiaf - Frédéric Weis |

- Trenér: Claude Bergeaud.

7.  Litva 
| - Tomas Delininkaitis - Mindaugas Žukauskas - Arvydas Macijauskas | - Darjuš Lavrinovič - Giedrius Gustas - Darius Songaila | - Mantas Kalnietis - Linas Kleiza - Kšyštof Lavrinovič | - Simas Jasaitis - Paulius Jankūnas - Robertas Javtokas |

- Trenér: Antanas Sireika.

8.  Německo 
| - Mithat Demirel - Ademola Okulaja - Sven Schultze | - Robert Garrett - Johannes Herber - Steffen Hamann | - Demond Greene - Pascal Roller - Guido Grünheid | - Patrick Femerling - Dirk Nowitzki - Jan-Hendrik Jagla |

- Trenér: Dirk Bauermann.

 9.  Itálie 
| - Marco Belinelli - Gianluca Basile - Stefano Mancinelli | - Matteo Soragna - Denis Marconato - Marco Mordente | - Andrea Pecile - Andrea Michelori - Richard Mason Rocca | - Fabio di Bella - Luca Garri - Angelo Gigli |

- Trenér: Carlo Recalcati.

10.  Angola 
| - Olímpio Cipriano - Armando Carlos Silva Costa - Carlos Edilson Alcântara Morais | - Milton Lourenço Rosa Barros - Luís Miguel Fastudo Costa - António Rafael Víctor de Carvalho | - Joaquim Brandão Gomes - Emanuel Maciel Silva Neto - Abdelaziz Moussa Boukar | - Carlos Domingues Bendinha de Almeida - Miguel Timóteo Pontes Lutonda - Eduardo Fernando Mingas |

- Trenér: Alberto de Carvalho.

11.  Srbsko a Černá Hora 
| - Bojan Popović - Branko Jorović - Vule Avdalović | - Miroslav Raičević - Igor Rakočević - Mile Ilić | - Uroš Tripković - Darko Miličić - Goran Nikolić | - Marko Marinović - Ognjen Aškrabić - Kosta Perović |

- Trenér: Dragan Šakota.

12.  Slovinsko 
| - Goran Jurak - Jaka Lakovič - Sašo Ožbolt | - Sani Bečirovič - Radoslav Nesterovič - Beno Udrih | - Boštjan Nachbar - Željko Zagorac - Marko Milič | - Goran Dragič - Uroš Slokar - Primož Brezec |

- Trenér: Aleš Pipan.

13.  Austrálie 
| - Andrew Bogut - David Barlow - Sam Mackinnon | - Luke Kendall - Brad Newley - Calvin C.J. Bruton | - Jason Smith - Mark Worthington - Daniel Kickert | - Russell Hinder - Aaron Bruce - Wade Helliwell |

- Trenér: Brian Goorjian.

14.  Nigérie 
| - Josh Akognon - Ekene Ibekwe - Chamberlain Oguchi | - Ime Udoka - Ebi Ere - Jeff Varem | - Julius Nwosu - Derrick Obasohan - Tunji Awojobi | - Gabe Muoneke - Aloysius Anagonye - Ike Nwankwo |

- Trenér: Sam Vincent.

15.  Čína 
| - Chén Jiānghuá - Liú Wěi - Zhāng Qìngpéng | - Wáng Shìpéng - Zhū Fāngyŭ - Sūn Yuè | - Zhāng Sōngtāo - Yì Jiànlián - Mò Kē | - Yáo Míng - Wáng Zhìzhì - Dù Fēng |

- Trenér: Jonas Kazlauskas.

16.  Nový Zéland 
| - Mark Dickel - Aaron Olson - Kirk Penney | - Paul Henare - Phill Jones - Paora Winitana | - Dillon Boucher - Pero Cameron - Mika Vukona | - Casey Frank - Craig Bradshaw - Tony Rampton |

- Trenér: Thomas "Tab" Baldwin.

17.  Portoriko 
| - Peter John “P*J*” Ramos Fuentes - Ángelo Luis Reyes Canales - Roberto José “Bobby Joe” Hatton Negrón | - Carlos Alberto Arroyo Bermúdez - Rick Jason Apodaca Pérez - Christian Dalmau Santana | - Elías “Larry” Ayuso Carrillo - Antonio “Puruco” Latimer Rivera - Filiberto Rivera Isaac | - Manuel Antonio Narváez Rivera - Carmelo Antrone Lee - Daniel Gregg Santiago Lynn |

- Trenér: Julio Norberto Toro Díaz.

18.  Libanon 
| - Jean Mounir Abdelnour - Hussein Ali Tawbe - Ali Tewfiq Mahmoud | - Rony Boulos Fahed - Omar Ossama el-Turk - Brian Feghali-Bechara | - Roy Nicolas Samaha - Joe Vogel - Ali Jawdat Fakhreddine | - Sabah Ziad Khouri - Bassem Omar Balaa - Fadi Jihad el-Khatib |

- Trenér: Paul Coughter.

19.  Brazílie 
| - Marcelo Magalhães Machado “Marcelinho Machado” - Wellington Reginaldo dos Santos “Nezinho” - Murilo Becker da Rosa | - José Estevam Ferreira Júnior - Leandro Mateus Barbosa “Leandrinho” - Marcelo Tieppo Huertas “Marcelinho Huertas” | - Alex Ribeiro Garcia - Anderson França Varejão - Guilherme Giovannoni | - Caio Aparecido da Silveira Torres - André Luiz Quirino Pereira “André Bambu” - Tiago Splitter Beims |

- Trenér: Aluísio Elias “Lula” Ferreira Xavier.

20.  Japonsko 
| - Takuya Kawamura - Daiji Yamada - Ryota Sakurai | - Kei Igarashi - Shinsuke Kashiwagi - Takehiko Orimo | - Kosuke Takeuchi - Tomoo Amino - Takahiro Setsumasa | - Satoru Furuta - Shunsuke Ito - Joji Takeuchi |

- Trenér: Željko Pavličević.

21.  Venezuela 
| - Víctor David Díaz Díaz - Pablo Ezequiel Machado Martínez - Yumerving Ernesto Mijares Luna | - Richard José Lugo - Tomás Rafael Aguilera Subero - Óscar José Torres Martínez | - Carlos Alberto Cedeño Romero - Miguel Ángel Marriaga Herrera - Gregory del Valle Vallenilla Rivera | - Manuel Alejandro Barrios García - Heberth Alberto Bayona Reyes - Carlos Alberto Morris Salazar |

- Trenér: Néstor Salazar.

22.  Senegal 
| - Makhtar Vincent N’Diaye - El Kabir Pène - Pape Ibrahim Faye | - Babacar Cissé - Mouhamadou Moustapha Niang - Malèye N’Doye | - Mamadou Diouf - Jules Aw - Sitapha Savané | - Mamadou N’Diaye - N’Dongo N’Diaye - Malick Badiane |

- Trenér: Moustapha Gaye.

23.  Panama 
| - Rubén Santiago Garcés Riquelme - Jair Jamel Peralta Gómez - Rubén Enrique Douglas | - Maximiliano “Max” Gómez Torres - Kevin Alex Daley Hewitt - Jamaal Abdul Levy Cox | - Dionisio Alberto Gómez Camargo - Michael Hicks Taylor - Eduardo Enrique “Ed” Cota | - Antonio Enrique García Murillo - José Jaime Lloreda Ferrón - Eric Omar Cárdenas Miranda |

- Trenér: Guillermo Edgardo Vecchio.

24.  Katar 
| - Khalid Masoud al-Nasser - Malek Salem Abdullah - Saad Abdulrahman Ali | - Daoud Mousa - Khalid Suleiman Abdi - Ali Turki | - Baker Ahmad Mohammed - Erfan Ali Saeed - Mohammed Saleem Abdullah | - Hammam Omer Ismail - Hashim Zaidan Bashir - Omer Abdelqader Salem |

- Trenér: Joe Stiebing.

## All stars
- Pau Gasol
- Jorge Garbajosa
- Carmelo Anthony
- Manu Ginóbili
- Theodoros Papaloukas

## Rozhodčí
Všichni rozhodčí byli profesionálové.
| - Nobuyasu Aibara - Heros Avanessian - Michael Aylen - Abdellilah Chlif - Virginijus Dovidavičius - Fabio Facchini, - Carl Jungebrand - Terry Matthew Moore - Álvaro Darío Trías Iglesias - Abreu Muhimua Joao | - Ilija Belošević - José Aníbal Carrión - Alejandro César Chiti - Rabah Noujaim - Borys Ryzhyk - Petr Sudek - Eddie Viator - Yang Maogong - Juan Carlos Arteaga - Guerrino Cerebuch | - Pablo Alberto Estévez - Mike Amir Homsy - Reynaldo Antonio Mercedes Sánchez - Yosuke Miyatake - Dubravko Muhvič - Saša Pukl - Eddie Fernanzo Rush - Jorge Vázquez - Shmuel Bachar | - Romualdas Brazauskas - Scott Jason Butler - Daniel Alfredo Delgado Casadiego - Yuji Hirahara - Milivoje Jovčič - Cristiano Jesus Maranho - José Antonio Martín Bertrán - Domingos Francisco Simão |

## Konečné pořadí
| 15.              | Mistrovství světa 2006 | Z | V | P | Skóre   | B  |
| ---------------- | ---------------------- | - | - | - | ------- | -- |
| Zlatá medaile    | Španělsko              | 9 | 9 | 0 | 797:599 | 18 |
| Stříbrná medaile | Řecko                  | 9 | 8 | 1 | 720:643 | 17 |
| Bronzová medaile | USA                    | 9 | 8 | 1 | 932:748 | 17 |
| 4.               | Argentina              | 9 | 7 | 2 | 781:630 | 16 |
| 5.               | Turecko                | 9 | 6 | 3 | 669:673 | 15 |
| 6.               | Francie                | 9 | 6 | 3 | 616:593 | 15 |
| 7.               | Litva                  | 9 | 5 | 4 | 712:667 | 14 |
| 8.               | Německo                | 9 | 5 | 4 | 699:698 | 14 |
| 9.               | Itálie                 | 6 | 4 | 2 | 454:438 | 10 |
| 10.              | Angola                 | 6 | 3 | 3 | 513:474 | 9  |
| 11.              | Srbsko a ČH            | 6 | 2 | 4 | 481:439 | 8  |
| 12.              | Slovinsko              | 6 | 2 | 4 | 518:523 | 8  |
| 13.              | Austrálie              | 6 | 2 | 4 | 443:462 | 8  |
| 14.              | Nigérie                | 6 | 2 | 4 | 448:471 | 8  |
| 15.              | Čína                   | 6 | 2 | 4 | 488:550 | 8  |
| 16.              | Nový Zéland            | 6 | 2 | 4 | 407:472 | 8  |
| 17.              | Portoriko              | 5 | 2 | 3 | 432:440 | 7  |
| 18.              | Libanon                | 5 | 2 | 3 | 357:448 | 7  |
| 19.              | Brazílie               | 5 | 1 | 4 | 399:392 | 6  |
| 20.              | Japonsko               | 5 | 1 | 4 | 322:393 | 6  |
| 21.              | Venezuela              | 5 | 1 | 4 | 336:426 | 6  |
| 22.              | Senegal                | 5 | 0 | 5 | 355:451 | 5  |
| 23.              | Panama                 | 5 | 0 | 5 | 326:429 | 5  |
| 24.              | Katar                  | 5 | 0 | 5 | 310:456 | 5  |